# 曹温
曹温（?—?），三国曹魏皇族，魏武帝曹操曾孫、任城威王曹彰之孫，任城王曹楷之子，母不明，字不明。魯王。
太和5年（231年），魏明帝命他为两年前去世邯鄲怀王曹邕（文帝曹丕之子）后嗣，封邯鄲王。太和6年（232年），改封魯王。
景初、正元、景元年間，加增食邑，計領4400户。